# オバエボシガイ
オバエボシガイ（姥烏帽子貝、Inversidens brandti）は、淡水にすむイシガイ目の二枚貝で、小川や用水路などの砂泥底に生息している。マシジミと同様、砂泥中にもぐって導水管だけを出していることが多い。
殻は最大60mm程。殻はいびつな卵形をしている。稚貝は黄色で、大きくなるにつれて黒色になる。殻頂付近にうろこ状の彫刻があるが、成長と共に薄くなる。愛知県以西の本州と九州北部に分布している。日本固有種。
グロキディウム幼生は、オイカワ、タモロコ、モツゴなどに寄生する。

## 保全状況評価
- 絶滅危惧II類 (VU)（環境省レッドリスト）